# Hard to be friends (lied)
Hard to be friends is een lied geschreven door Larry Murray. Het was de B-kant van zijn single Six white horses . Murray was toen verbonden aan het platenlabel Verve Records.
Het nummer is een aantal keren gecoverd:
- Linda George voor haar debuutalbum Linda
- Percy Sledge op zijn elpee I’ll be your everything
- Kris Kristofferson en Rita Coolidge voor hun album Full moon
- The Walker Brothers voor album Lines
- The Cats

## The Cats
Hard to be friends is een single van The Cats die werd uitgebracht in 1975. Het nummer verscheen dat jaar ook op de lp Hard to be friends. Hard to be friends werd geschreven door Larry Murray. 
De B-kant van de single, Country woman, werd geschreven door de zanger van The Cats, Piet Veerman. The gitaarlick in Country woman is van Jan de Hont. Dit nummer verscheen in 1971 ook al op de B-kant van de single One way wind.

### Hitnotering
De single kwam op nummer 15 van de Top 40 terecht en bleef vijf weken in deze hitlijst staan. In de Daverende 30 bereikte het de dertiende positie.

#### Nederlandse Top 40
Het was eerst alarmschijf.
| Positie: | 27 | 19 | 15 | 19 | 36 | uit |

#### NederlandseDaverende 30
| Positie: | 22 | 13 | 19 | 25 | uit |